# Bleptiphora
Bleptiphora là một chi bướm đêm thuộc họ Erebidae.